# 아콘: 빛과 어둠
《아콘: 빛과 어둠》(Archon: The Light and the Dark)는 일렉트로닉 아츠가 배급한 처음 5개 게임들 중 하나이자 프리 폴 어소시어츠가 개발한 1983년 비디오 게임이다. 체스판 위에서 흑백 사각형을 교차하는 체스와 상당히 유사하다. 그러나 승자 결정을 위해 고정된 규칙 대신에 아케이드 스타일의 싸움이 시작되며 각 피스는 각기 다른 전투 능력을 지닌다.
《아콘》은 처음에 아타리 8비트 패밀리용으로 개발되었다가 이후 애플 II, 코모도어 64, 암스트래드 CPC, ZX 스펙트럼, 아미가, IBM PC, 매킨토시, PC-88, 패밀리 컴퓨터로 이식되었다.